# 3. Zagrebačka nogometna liga
3. Zagrebačka liga  predstavljala je 7. stupanj nogometnih natjecanja u Hrvatskoj. Prvoplasirani klubovi ulazili su u viši rang – 2. Zagrebačku ligu. Klubovi koji su nastupali u ovoj ligi bili su s područja grada Zagreba. 

## Prvaci
| sezona           | rang | skupina | klubova | pobjednik               |
| ---------------- | ---- | ------- | ------- | ----------------------- |
| 2004./05.        | VI.  |         |         |                         |
| 2005./06.        | VI.  |         | 9       | Nur Zagreb              |
| 2006./07.        | VII. |         |         |                         |
| 2007./08.        | VII. |         | 7       | Sava Jakuševec (Zagreb) |
| 2008./09.        | VII. |         |         |                         |
| 2009./10.        | VII. |         | 7       | Botinec Zagreb          |
| 2010./11.        | VII. |         | 8       | Sportski Centar Lučko   |
| 2011./12.        | VII. |         | 8       | Zelengaj Zagreb         |
| 2012./13.        | VI.  |         | 9       | Podsused Zagreb         |
| 2013./14.        | VI.  |         | 11      | Horvati 1975            |
| 2014./15.        | VII. |         | 10      | Blato Zagreb            |
| 2015./16.        | VII. |         | 10      | Čehi (Gornji Čehi)      |
| 2016./17.        | VII. |         | 12      | Sava Zagreb             |
| 2017./18.        | VII. |         | 8       | Gavran 2003 Zagreb      |
| 2018./19.        | VII. |         | 9       | Zelengaj 1948 Zagreb    |
| 2019./20. ↓19/20 | VII. |         | 8       | Kašina                  |

 Kategorija:Sezone šestog ranga HNL-a 

Kategorija:Sezone sedmog ranga HNL-a 

Napomene: 

↑19/20  – u sezoni 2019./20. prvenstvo je prekinuto nakon 10. kola zbog pandemije COVID-19 u svijetu i Hrvatskoj

## Sudionici

### Sezona 2019./20.
- Čulinec – Zagreb
- Devetka – Zagreb
- Gavran 2003 – Zagreb
- Hrašće – Hrašće Turopoljsko
- Kašina – Kašina
- Mala Mlaka – Mala Mlaka
- Omladinac – Odranski Strmec (Strmec)
- Zagreb 041 – Zagreb

### Ostali sudionici
Nepotpun popis
| - Blato – Zagreb - Botinec – Zagreb - Brezovica – Brezovica - Bubamara – Zagreb - Bukovac – Zagreb - Croatia 98 – Zagreb - Čehi – Donji Čehi – Gornji Čehi - Horvati 1975 – Horvati - Hrvatski Leskovac – Hrvatski Leskovac - Nur – Zagreb - Podsused – Zagreb | - Retkovec – Zagreb - RIZ Odašiljači – Zagreb - Sava – Zagreb - Sava Jakuševec – Zagreb - Sportski Centar Lučko – Lučko - Travno – Zagreb - Uljanik – Zagreb - Zapruđe – Zagreb - Zelengaj 1948 – Zagreb |

## Unutrašnje poveznice
- Zagrebački nogometni podsavez / savez
- 1. Zagrebačka liga
- 2. Zagrebačka liga
- Kup Zagrebačkog nogometnog saveza
- Treća županijska nogometna liga

## Vanjske poveznice
- Zagrebački nogometni savez
- zns.hr, 3. ŽNL (3. Zagrebačka liga)  Arhivirana inačica izvorne stranice od 28. ožujka 2014. (Wayback Machine)